# Isle of Man TT 1953
De Isle of Man TT 1953 was de eerste race van het wereldkampioenschap wegrace-seizoen 1953. De races werden verreden van 8 tot en met 12 juni op de Snaefell Mountain Course, een stratencircuit op het eiland Man. In de TT kwamen de 125cc-, de 250cc-, de 350cc- en de 500cc-klasse aan de start.

## Algemeen
De TT van Man kostte in 1953 vijf levens: Op 8 juni verongelukte Harry Stephens tijdens de Junior TT met zijn Norton 40M manx bij Bishopscourt en tijdens dezelfde race verongelukte Thomas Swarbrick met een AJS 7R bij de 13e mijlpaal. TT Marshal Bernard Rodgers kwam op 10 juni om het leven bij een verkeersongeval ter hoogte van Ballagarraghyn. Op 12 juni verongelukte de Australiër Geoffrey Walker tijdens de Senior TT bij Kerrowmoar met een Norton 30M Manx en in dezelfde race ook voormalig wereldkampioen Les Graham met zijn MV Agusta 500 4C op Quarterbridge Road bij de "bottom of Bray Hill". Dit was een dag nadat Graham voor het eerst van zijn leven een race in de Isle of Man TT had gewonnen, de Lightweight 125 cc TT. Bruno Ruffo, die al een groot deel van het seizoen 1952 had gemist na een zware val in de Duitse Grand Prix, viel in de trainingen opnieuw zo hard dat hij besloot zijn carrière te beëindigen. Hetzelfde overkwam Rudi Felgenheier die bij een verkeersongeval tijdens een onofficiële training zwaar geblesseerd raakte. Bijna alle races kenden een interval-start, maar de Lightweight 125 cc TT kende een massastart. De Clubman-races reden tegelijk. De Rhodesiër Ray Amm was enorm succesvol: hij won zowel de Junior TT als de Senior TT.

## Hoofdraces

### Senior TT (500 cc)

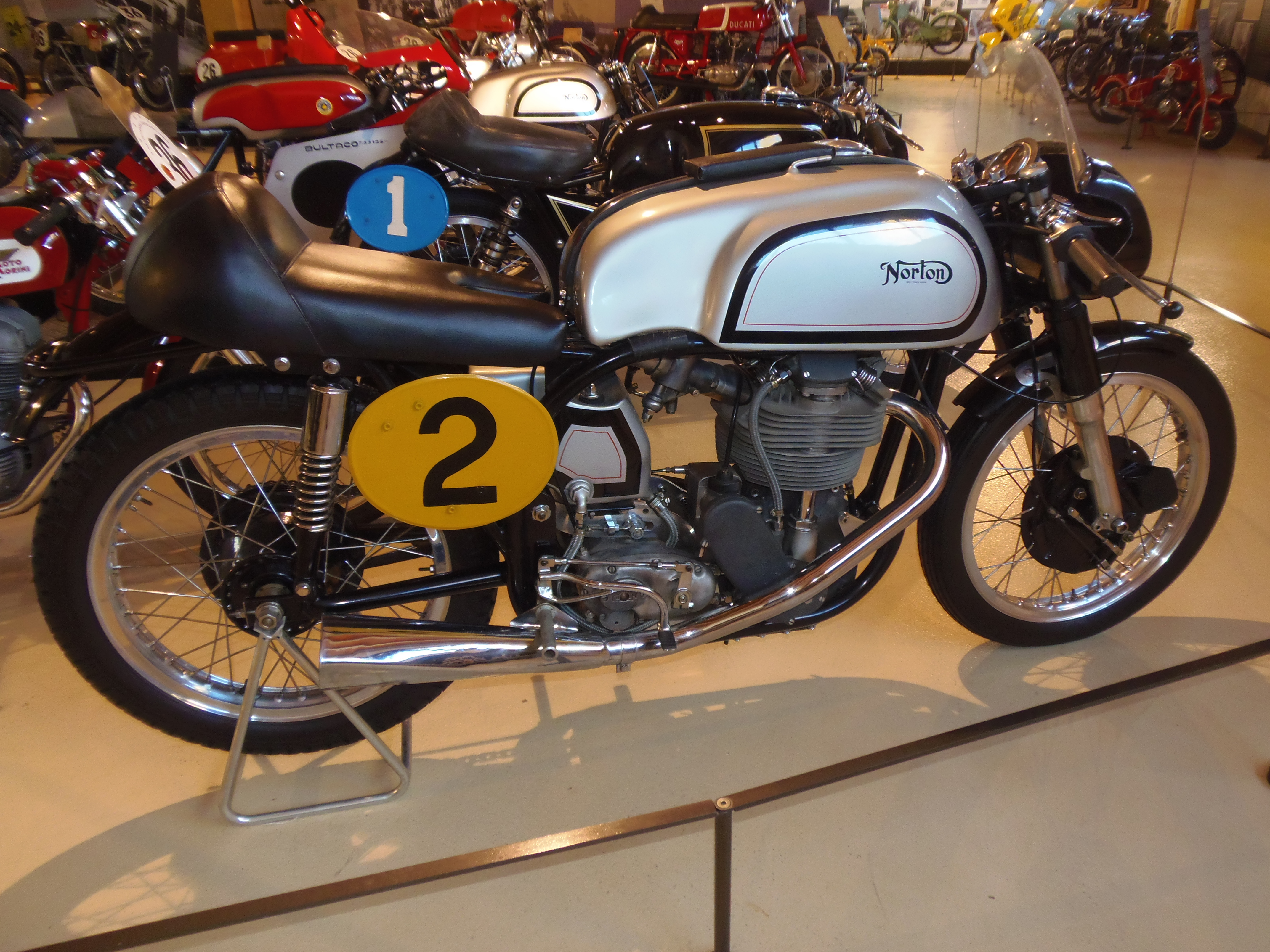
Een Norton 30M Manx, waarop Ray Amm reed

De Italiaanse merken die stuk voor stuk Angelsaksische coureurs hadden aangetrokken om in de TT van Man en de Ulster Grand Prix te presteren, kwamen voorlopig van een koude kermis thuis. Ray Amm en Jack Brett waren met hun Norton Manx' de snelsten en alleen Reg Armstrong scoorde met de Gilera 500 4C een podiumplaats, maar zijn machine miste vermogen en in de laatste ronde moest hij ook nog zijn ketting opnieuw over de tandwielen leggen. De andere Gilera-rijders Geoff Duke en Dickie Dale haalden de finish niet, maar voor MV Agusta was het resultaat dramatisch toen Les Graham bij Bray Hill ten val kwam en overleed. Het team trok zich voor de rest van het seizoen terug, maar startte wel weer in de thuisrace, de GP des Nations.
| Pos | Coureur           | Merk      | Tijd      | Punten |
| --- | ----------------- | --------- | --------- | ------ |
| 1   | Ray Amm           | Norton    | 2:48"51'8 | 8      |
| 2   | Jack Brett        | Norton    | 2:49"03'8 | 6      |
| 3   | Reg Armstrong     | Gilera    | 2:49"16'8 | 4      |
| 4   | Rod Coleman       | AJS       | 2:50"49'6 | 3      |
| 5   | Bill Doran        | AJS       | 2:54"25'0 | 2      |
| 6   | Peter Davey       | Norton    | 3:02"13'0 | 1      |
| 7   | Ted Frend         | Norton    | 3:02"44'6 |        |
| 8   | Robin Sherry      | AJS       | 3:03"13'4 |        |
| 9   | Harry Pearce      | Matchless | 3:03"28'4 |        |
| 10  | John Grace        | Norton    | 3:05"15'8 |        |
| 11  | Laurie Bolter     | Norton    | 3:05"18'6 |        |
| 12  | Frank Norris      | Norton    | 3:06"36'6 |        |
| 13  | Eric Houseley     | Norton    | 3:07"22'8 |        |
| 14  | Malcolm Templeton | Matchless | 3:09"09'2 |        |
| 15  | Ray Laurent       | Norton    | 3:09"25'6 |        |
| 16  | Charlie Salt      | BSA       | 3:09"46'0 |        |
| 17  | Eric Pantin       | Norton    | 3:09"51'8 |        |
| 18  | Nick Nicholson    | Norton    | 3:10"25'2 |        |
| 19  | Bill Beevers      | Norton    | 3:11"15'0 |        |
| 20  | Jack Bailey       | Norton    | 3:11"29'2 |        |

| Coureur         | Merk      | Oorzaak |
| --------------- | --------- | ------- |
| Geoffrey Walker | Norton    | Val (†) |
| Keith Bryen     | Norton    |         |
| Ken Kavanagh    | Norton    |         |
| Derek Farrant   | AJS       |         |
| Dickie Dale     | Gilera    |         |
| Geoff Duke      | Gilera    | Val     |
| George Brown    | Norton    | Val     |
| Les Graham      | MV Agusta | Val (†) |
| Alfredo Milani  | Gilera    |         |
| Carlo Bandirola | MV Agusta |         |
| Ken Mudford     | Norton    |         |

| Coureur             | Merk       | Oorzaak    |
| ------------------- | ---------- | ---------- |
| Hermann Paul Müller | MV Agusta  |            |
| Fergus Anderson     | Moto Guzzi |            |
| Cecil Sandford      | MV Agusta  |            |
| Tommy Wood          | Norton     |            |
| Libero Liberati     | Gilera     | Teambeleid |
| Nello Pagani        | Gilera     | Teambeleid |

### Junior TT (350 cc)
De Junior TT werd een prooi voor Norton, met Ray Amm en Ken Kavanagh op de eerste twee plaatsen. De Italiaanse merken hadden nog geen interesse voor de 350cc-klasse getoond, maar nu finishte er één in de Junior TT: Fergus Anderson werd derde met de eerste versie van de Moto Guzzi Monocilindrica 350, nu nog een tot 317 cc opgeboorde Moto Guzzi Gambalunghino. Die machine zou in de loop van het jaar doorontwikkeld worden en Anderson de wereldtitel brengen. De Velocette KTT Mk VIII had haar tijd nu wel gehad: de eerste finisher was R.F. Walker op de 31e plaats, mede omdat Cecil Sandford uitviel. Les Graham startte met het eerste prototype van de MV Agusta 350 4C, maar viel uit. Door zijn latere overlijden en het terugtrekken van het team van MV Agusta zou die machine pas in 1954 weer aan de start komen. .
| Pos | Coureur         | Merk       | Tijd      | Punten |
| --- | --------------- | ---------- | --------- | ------ |
| 1   | Ray Amm         | Norton     | 2:55"05'0 | 8      |
| 2   | Ken Kavanagh    | Norton     | 2:55"14'6 | 6      |
| 3   | Fergus Anderson | Moto Guzzi | 2:57"40'6 | 4      |
| 4   | Jack Brett      | Norton     | 2:58"40'4 | 3      |
| 5   | Bill Doran      | AJS        | 3:20"21'0 | 2      |
| 6   | Derek Farrant   | AJS        | 3:03"02'0 | 1      |
| 7   | Ken Mudford     | Norton     | 3:05"23'0 |        |
| 8   | Peter Murphy    | AJS        | 3:07"48'2 |        |
| 9   | Phil Carter     | AJS        | 3:08"02'6 |        |
| 10  | Harold Clark    | AJS        | 3:09"18'0 |        |
| 11  | John Clark      | AJS        | 3:09"27'8 |        |
| 12  | Vic Willoughby  | Norton     | 3:09"32'0 |        |
| 13  | Leo Simpson     | AJS        | 3:09"35'0 |        |
| 14  | George Scott    | AJS        | 3:11"00'0 |        |
| 15  | Mike O'Rourke   | AJS        | 3:11"26'0 |        |
| 16  | George Brown    | AJS        | 3:11"30'8 |        |
| 17  | Cyril Julian    | AJS        | 3:12"11'0 |        |
| 18  | John Grace      | Norton     | 3:12"15'0 |        |
| 19  | Arthur Wheeler  | AJS        | 3:13"17'2 |        |
| 20  | Tony McAlpine   | Norton     | 3:13"50'6 |        |
| 23  | Keith Bryen     | Norton     | 3:14"17'0 |        |

| Coureur           | Merk      | Oorzaak |
| ----------------- | --------- | ------- |
| Ernie Ring        | AJS       |         |
| Siegfried Wünsche | DKW       |         |
| Bob McIntyre      | AJS       |         |
| Cecil Sandford    | Velocette |         |
| Charlie Salt      | BSA       |         |
| Harry Stephen     | Norton    | Val (†) |
| Les Graham        | MV Agusta |         |
| Malcolm Templeton | AJS       |         |
| Ted Frend         | AJS       |         |
| Thomas Swarbrick  | AJS       | Val (†) |
| Rod Coleman       | AJS       |         |

| Coureur           | Merk       | Oorzaak |
| ----------------- | ---------- | ------- |
| Josef Albisser    | Norton     |         |
| August Hobl       | DKW        |         |
| Karl Hofman       | DKW        |         |
| Pierre Monneret   | AJS        |         |
| Tommy Wood        | Norton     |         |
| Ken Harwood       | AJS        |         |
| Enrico Lorenzetti | Moto Guzzi |         |
| Duilio Agostini   | Moto Guzzi |         |

### Lightweight 250 cc TT

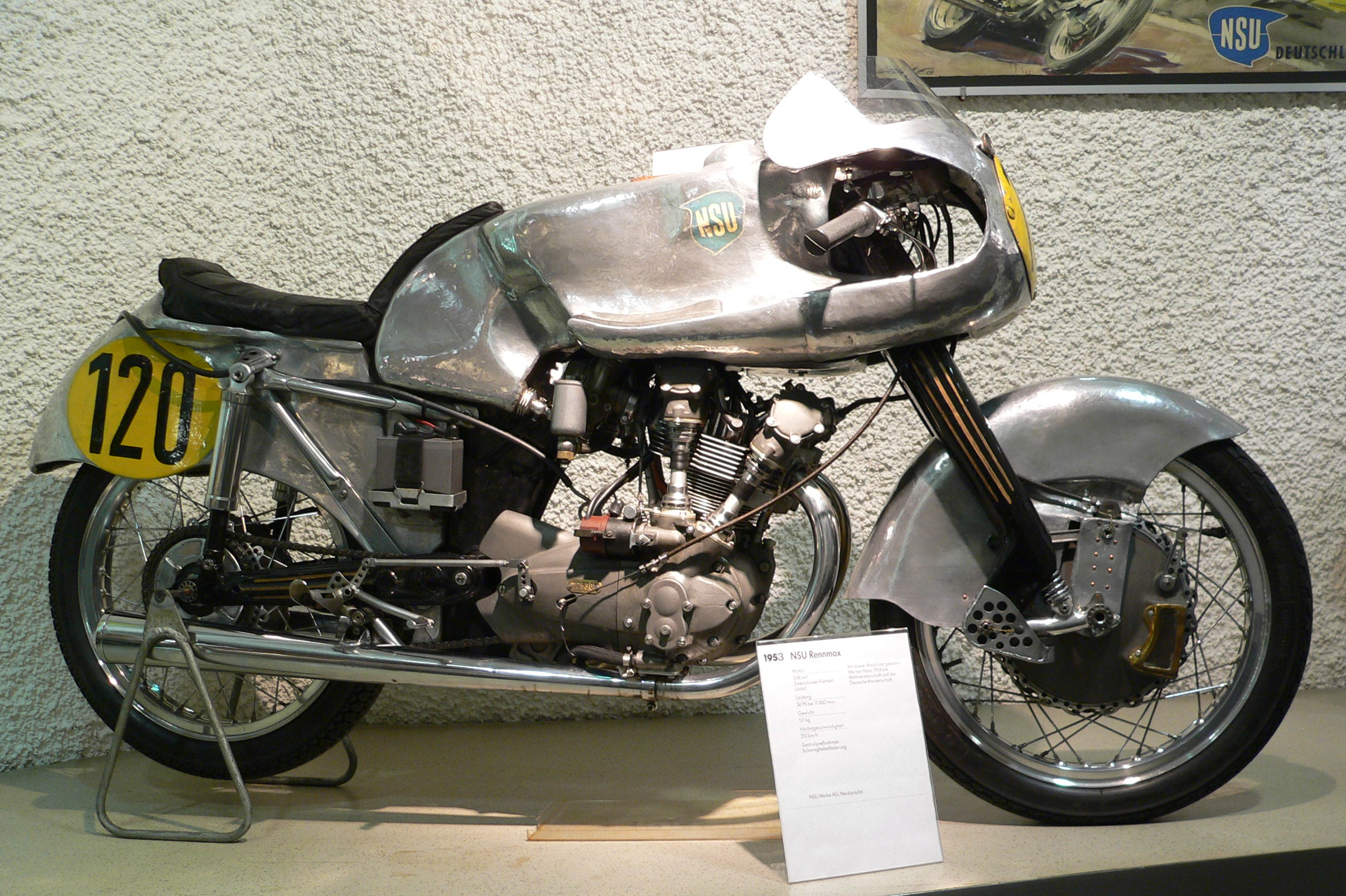
De NSU Rennmax werd in de TT van Man nog tweede, maar bracht Werner Haas uiteindelijk de wereldtitel van 1953.

Voor het eerst deden de Duitse fabrikanten een aanval op de hegemonie van Moto Guzzi in de Lightweight TT, maar Guzzi kwam met de nieuwe Moto Guzzi Bialbero 250 met dubbele bovenliggende nokkenassen en daarmee was Fergus Anderson de snelste. Werner Haas verloor met zijn NSU Rennmax slechts 17 seconden en Siegfried Wünsche werd met de DKW RM 250 derde. Reg Geeson werd met zijn zelfbouw-REG tiende. Een andere zelfbouwmachine, de CTS van Chris Tattersall, haalde de finish niet.
| Pos | Coureur             | Merk        | Tijd    | Punten |
| --- | ------------------- | ----------- | ------- | ------ |
| 1   | Fergus Anderson     | Moto Guzzi  | 1:46"53 | 8      |
| 2   | Werner Haas         | NSU         | 1:47"10 | 6      |
| 3   | Siegfried Wünsche   | DKW         | 1:51"20 | 4      |
| 4   | Arthur Wheeler      | Moto Guzzi  | 1:52"40 | 3      |
| 5   | Sid Willis          | Velocette   | 2:00"08 | 2      |
| 6   | Tommy Wood          | Moto Guzzi  | 2:01"02 | 1      |
| 7   | Ray Petty           | Norton      | 2:01"17 |        |
| 8   | Arnold Jones        | Excelsior   | 2:05"20 |        |
| 9   | Bill Webster        | Velocette   | 2:05"51 |        |
| 10  | Reg Geeson          | REG         | 2:06"14 |        |
| 11  | Bill Maddrick       | Moto Guzzi  | 2:07"00 |        |
| 12  | Ernie Barrett       | Phoenix-JAP | 2:07"23 |        |
| 13  | Frank Cope          | AJS         | 2"08"57 |        |
| 14  | Eric Hardy          | Rudge       | 2:10"19 |        |
| 15  | J. G. Horne         | Horne-Rudge | 2:12"57 |        |
| 16  | Svend-Aage Sørensen | Excelsior   | 2:14"29 |        |
| 17  | R.J. Weston         | Rudge       | 2:15"49 |        |
| 18  | R.D. McCutcheon     | Excelsior   | 2:18"08 |        |

| Coureur           | Merk       | Oorzaak |
| ----------------- | ---------- | ------- |
| Chris Tattersall  | CTS        |         |
| Maurice Cann      | Moto Guzzi |         |
| Enrico Lorenzetti | Moto Guzzi |         |

| Coureur         | Merk       | Oorzaak |
| --------------- | ---------- | ------- |
| Rupert Hollaus  | Moto Guzzi |         |
| August Hobl     | DKW        |         |
| Otto Daiker     | NSU        |         |
| Walter Reichert | NSU        |         |
| Wolfgang Brand  | NSU        |         |
| Reg Armstrong   | NSU        |         |
| Alano Montanari | Moto Guzzi |         |
| Umberto Masetti | NSU        |         |
| Ken Kavanagh    | Moto Guzzi |         |

### Lightweight 125 cc TT

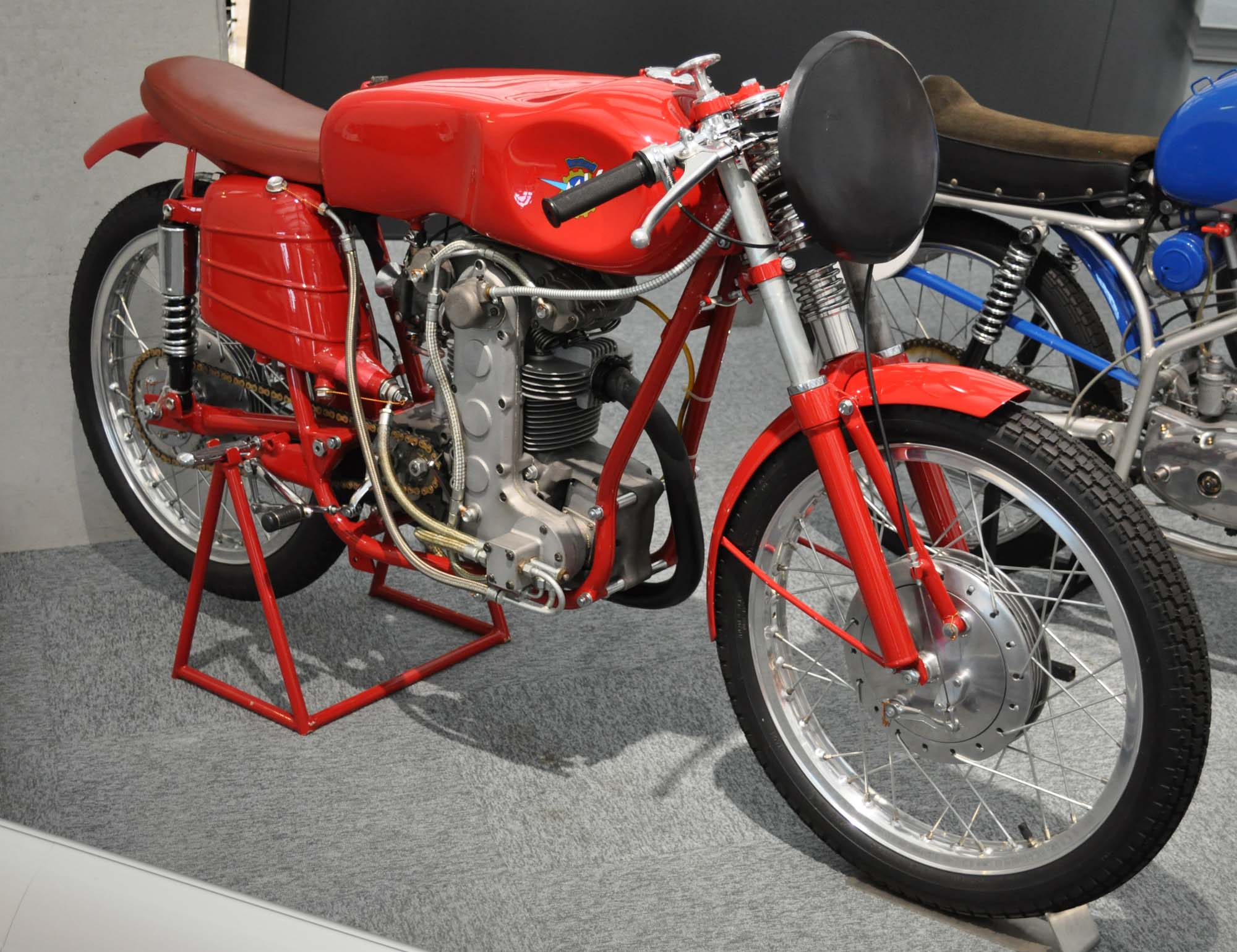
Een MV Agusta 125 Bialbero, waarop Les Graham reed

Nog steeds trok de Ultra-Lightweight TT (overigens omgedoopt tot Lightweight 125 cc TT) weinig rijders. Slechts 22 kwamen er aan de start en 12 haalden de eindstreep. Les Graham scoorde zijn eerste overwinning met de MV Agusta 125 Bialbero én zijn eerste overwinning op het eiland Man, bijna een minuut voor de heftig strijdende Werner Haas en Cecil Sandford, die met slechts 0,2 seconde verschil over de finish gingen. Mondial bleef puntloos, maar het had zich (tijdelijk) teruggetrokken uit het wereldkampioenschap. Archie Fenn werd met een Mondial 125 Monoalbero-productieracer zevende en Dickie Dale viel uit.
| Pos | Coureur        | Merk      | Tijd    | Punten |
| --- | -------------- | --------- | ------- | ------ |
| 1   | Les Graham (†) | MV Agusta | 1:27"19 | 8      |
| 2   | Werner Haas    | NSU       | 1:28"00 | 6      |
| 3   | Cecil Sandford | MV Agusta | 1:28"02 | 4      |
| 4   | Angelo Copeta  | MV Agusta | 1:32"29 | 3      |
| 5   | Arnold Jones   | MV Agusta | 1:40"39 | 2      |
| 6   | Bill Webster   | MV Agusta | 1:41"16 | 1      |
| 7   | Archie Fenn    | Mondial   | 1:41"20 |        |
| 8   | W.N. Webb      | MV Agusta | 1:43"20 |        |
| 9   | J.A. Thomson   | MV Agusta | 1:44"56 |        |
| 10  | Fron Purslow   | MV Agusta | 1:49"44 |        |
| 11  | Brian Purslow  | MV Agusta | 1:52"42 |        |
| 12  | N.R. Jones     | BSA       | 2:03"07 |        |

| Coureur       | Merk      | Oorzaak |
| ------------- | --------- | ------- |
| Dickie Dale   | Mondial   |         |
| Carlo Ubbiali | MV Agusta |         |

| Coureur          | Merk      | Oorzaak |
| ---------------- | --------- | ------- |
| Rupert Hollaus   | NSU       |         |
| Otto Daiker      | NSU       |         |
| Wolfgang Brand   | NSU       |         |
| Walter Reichert  | NSU       |         |
| Georg Braun      | Mondial   |         |
| Karl Lottes      | MV Agusta |         |
| Marcello Cama    | Montesa   |         |
| Reg Armstrong    | NSU       |         |
| Emilio Mendogni  | Morini    |         |
| Luigi Zinzani    | Morini    |         |
| Tito Forconi     | MV Agusta |         |
| Paolo Campanelli | MV Agusta |         |
| Drikus Veer      | Morini    |         |
| Lo Simons        | Mondial   |         |

## Overige races

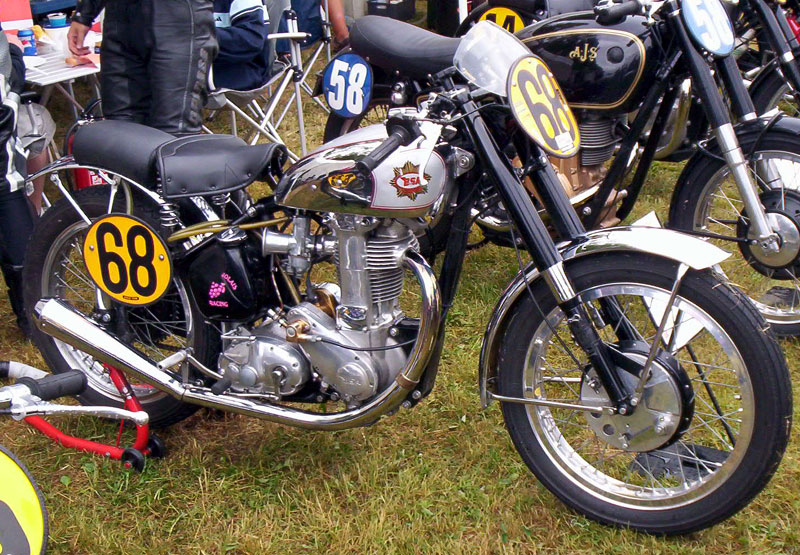
BSA B 32 Gold Star.

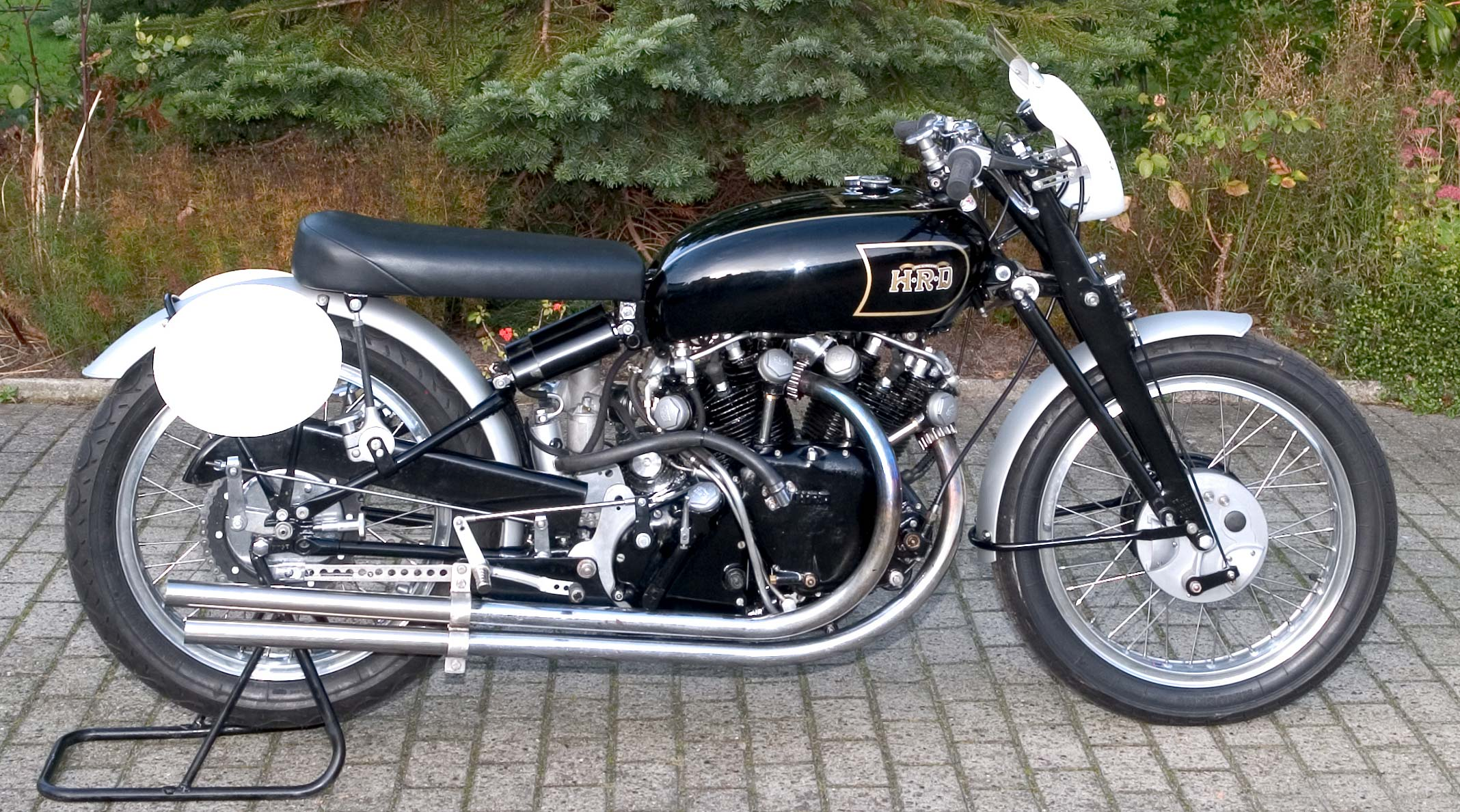
Vincent Black Lightning

De Clubmans-klassen reden tegelijk, waarbij de Clubmans 1000 cc TT na twee jaar afwezigheid weer terugkwam. Zij werd weer uitsluitend gereden met Vincent Black Lightnings, waarvan er slechts acht aan de start kwamen. Richard Madsen-Mygdal reed aan de leiding toen hij in botsing kwam met een deelnemer uit de Clubmans Junior-klasse. Madsen-Mygdal werd afgevoerd naar het ziekenhuis en de overwinning ging naar G.P. Douglas. In de Clubmans Senior TT voerden de Norton Manx-productieracers de boventoon, maar in de Junior-klasse waren dat BSA BB32 Gold Stars.
| Pos | Coureur        | Merk      | Tijd      |
| --- | -------------- | --------- | --------- |
| 1   | Bob Keeler     | Norton    | 1:20"43'4 |
| 2   | Eddie Crooks   | Norton    | 1:21"49'8 |
| 3   | Alan Holmes    | Norton    | 1:22"22'2 |
| 4   | Derek Powell   | Triumph   | 1:22"25'8 |
| 5   | Alistair King  | Norton    | 1:23"04'2 |
| 6   | Harry Plews    | Norton    | 1:23"24'0 |
| 7   | W.R. Oldfield  | Triumph   | 1:23"46'2 |
| 8   | R. Ellis       | Norton    | 1:25"37'8 |
| 9   | W. Shekell     | Norton    | 1:25"40'4 |
| 10  | S.T. Seston    | Norton    | 1:25"49'0 |
| 11  | D. Andrews     | Matchless | 1:25"51'8 |
| 12  | R.E. Jerrard   | Norton    | 1:26"19'4 |
| 13  | F.O. Coleman   | Norton    | 1:26"24'6 |
| 14  | W.H. Wilshere  | Triumph   | 1:26"59'2 |
| 15  | L.B. King      | Triumph   | 1:27"25'2 |
| 16  | C.E. Watson    | Norton    | 1:28"32'6 |
| 17  | D. Naylor      | BSA       | 1:29"09'9 |
| 18  | P.G.K. Baldwin | AJS       | 1:29"14'0 |
| 19  | J.R. Mason     | Ariel     | 1:29"24'0 |
| 20  | A.S. Avis      | Triumph   | 1:29"45'0 |

| Pos | Coureur         | Merk   | Tijd      |
| --- | --------------- | ------ | --------- |
| 1   | Derek Powell    | BSA    | 1:52"57'8 |
| 2   | Owen Green      | BSA    | 1:54"18'0 |
| 3   | Jack Bottomley  | Norton | 1:54"21'6 |
| 4   | Philip Palmer   | BSA    | 1:54"52'0 |
| 5   | A.M. Sutton     | BSA    | 1:55"00'0 |
| 6   | W.R. Oldfiel    | BSA    | 1:55"37'0 |
| 7   | I. Lloyd        | BSA    | 1:55"40'4 |
| 8   | H.A. Voice      | BSA    | 1:55"43'0 |
| 9   | H. McKenzie     | BSA    | 1:56"01'0 |
| 10  | M.E.J. Taft     | BSA    | 1:56"06'8 |
| 11  | A.F.J.D. Martin | BSA    | 1:56"15'0 |
| 12  | Ewen Haldane    | BSA    | 1:56"41'8 |
| 13  | Roy Ingram      | Norton | 1:56"52'2 |
| 14  | J.H.T Harris    | BSA    | 1:56"59'0 |
| 15  | S.T. Seston     | BSA    | 1:57"21'0 |
| 16  | George Brown    | BSA    | 1:57"21'0 |
| 17  | D.A. Wright     | BSA    | 1:57"37'2 |
| 18  | George Salt     | BSA    | 1:58"17'8 |
| 19  | A.S. Bowie      | BSA    | 1:58"25'0 |
| 20  | E. Baxter       | BSA    | 1:58"44'8 |

| Pos | Coureur      | Merk    | Tijd    |
| --- | ------------ | ------- | ------- |
| 1   | G.P. Douglas | Vincent | 1:51"04 |
| 2   | G.P. Clark   | Vincent | 1:54"04 |
| 3   | P.L. Peters  | Vincent | 2:01"59 |
| 4   | L.F. Pittam  | Vincent | 2:06"36 |
| 5   | D.L. Buss    | Vincent | 2:06"37 |
| 6   | J.O. Finch   | Vincent | 2"34"00 |

| Coureur               | Merk    | Oorzaak |
| --------------------- | ------- | ------- |
| Richard Madsen-Mygdal | Vincent | Val     |
| Les Floodgate         | Vincent | Val     |

## Trivia
- Richard Madsen-Mygdal nam in 1953 voor de enige keer deel aan de Isle of Man TT. Met een 1.000 cc Vincent reed hij met zijn kersverse bruid Stella achterop naar Man en met die motorfiets startte hij in de Clubmans 1000 cc TT. In die wedstrijd waren ook de 350cc-machines van de Clubmans Junior TT in de baan. Madsen-Mygdal deed het erg goed. Hij lag in zijn klasse aan de leiding met 40 seconden voorsprong en haalde de eerder gestarte 350cc-machines in. Toen hij een rijder bij Brandywell wilde inhalen week die naar rechts uit, precies naar de kant waar Madsen-Mygdal hem inhaalde. Die kon niet anders dan de berm in rijden. Hij bracht de rest van de TT én zijn wittebroodsweken in het ziekenhuis door vanwege een schedelbreuk. In het bed naast hem in Nobles Hospital in Douglas lag George Brown, die in de Senior TT gevallen was. Madsen-Mygdal's zoon David startte in 1982 voor het eerst in de Manx Grand Prix en in 2014 had hij al 123 starts in de Isle of Man TT en 31 starts in de Manx Grand Prix op zijn naam.

1907 · 1908 · 1909 · 1910 · 1911 · 1912 · 1913 · 1914 · Eerste Wereldoorlog · 1920 · 1921 · 1922 · 1923 · 1924 · 1925 · 1926 · 1927 · 1928 · 1929 · 1930 · 1931 · 1932 · 1933 · 1934 · 1935 · 1936 · 1937 · 1938 · 1939 · Tweede Wereldoorlog · 1947 · 1948 · 1949 · 1950 ·1951 · 1952 · 1953 · 1954 · 1955 · 1956 · 1957 · 1958 · 1959 · 1960 · 1961 · 1962 · 1963 · 1964 · 1965 · 1966 · 1967 · 1968 · 1969 · 1970 · 1971 · 1972 · 1973 · 1974 · 1975 · 1976 · 1977 · 1978 · 1979 · 1980 · 1981 · 1982 · 1983 · 1984 · 1985 · 1986 · 1987 · 1988 · 1989 · 1990 · 1991 · 1992 · 1993 · 1994 · 1995 · 1996 · 1997 · 1998 · 1999 · 2000 · 2002 · 2003 · 2004 · 2005 · 2006 · 2007 · 2008 · 2009 · 2010 · 2011 · 2012 · 2013 · 2014